# Bruce Robinson (Offizier)
Bruce Robinson CB CBE AFRAeS (* 19. Januar 1912; † Mai 1998) war ein britischer Luftwaffenoffizier der Royal Air Force, der zuletzt im Range eines Generalmajors (Air Vice Marshal) zwischen 1965 und 1967 Kommandeur der No. 24 (Training) Group RAF war.

## Leben

### Fliegerische Ausbildung und Zweiter Weltkrieg
Robinson begann nach dem Schulbesuch eine militärische Ausbildung als Cadet Corporal der Junior-Division des Officers’ Training Corps (OTC) an der King’s School in Bruton und wurde im Anschluss am 9. September 1931 als Leutnant (Second Lieutenant) in das Leichte Infanterie-Regiment Somerset Light Infantry (Prince Albert’s) übernommen. Am 22. September 1933 wechselte er als Zeitsoldat (Short Service Commission) zur RAF und durchlief zunächst eine knapp zweiwöchige Offizierseingangsprüfung im RAF Depot, ehe er am 7. Oktober 1933 seine fliegerische Ausbildung an der No. 3 Flying Training School RAF auf dem Militärflugplatz RAF Spitalgate begann. Im Anschluss wurde er am 2. September 1934 Pilot in der No. 16 Squadron RAF, die zur Zusammenarbeit mit dem Heer vorgesehen war, und erhielt dort am 22. September 1934 seine Beförderung zum Leutnant (Pilot Officer) der RAF sowie am 22. März 1936 zum Oberleutnant (Flying Officer).
Im Anschluss besuchte Robinson ab dem 26. April 1937 die Schule für Luft- und Raumfahrttechnik (School of Aeronautical Engineering). Er erhielt in dieser Zeit am 22. März 1938 seine Beförderung zum Hauptmann (Flight Lieutenant) und wurde am 22. September 1939 als Berufssoldat (Permanent Commission) in die RAF übernommen. Nach Abschluss der Schule für Luft- und Raumfahrttechnik wurde er am 24. April 1940 zum Technischen Dienst der RAF versetzt, wo er bis zum Ende des Zweiten Weltkrieges tätig war. Am 14. April 1942 wurde er zum Major (Squadron Leader) befördert, wobei diese Beförderung auf den 1. Januar 1940 zurückdatiert wurde.

### Nachkriegszeit und Aufstieg zum Air Vice Marshal
Nach Kriegsende wurde Robinson am 7. August 1945 stellvertretender Abteilungsleiter in der Generaldirektion für Wartung und Instandhaltung und wechselte am 10. Oktober 1946 als Leitender Ingenieuroffizier zur Rhodesian Air Training Group in Südrhodesien, wo er am 1. Juli 1947 auch zum Oberstleutnant (Wing Commander) befördert wurde. Anschließend war er von 1951 bis 1953 als Leiter des Technischen Dienstes der Luftstreitkräfte Indiens tätig. Am 1. Juni 1953 wurde er Commander des Order of the British Empire (CBE). Nach seiner Rückkehr nach Großbritannien wurde er am 1. Juli 1953 zum Oberst (Group Captain) befördert und übernahm den Posten als Kommandant der Funktechnikschule 1 (No. 1 Radio School RAF) auf dem Luftwaffenstützpunkt RAF Cosford. 
Am 1. Juli 1960 wurde Robinson stellvertretender Leiter der Technischen Dienste und anschließend 1958 Leitender Verbindungsoffizier der RAF auf der Wright-Patterson Air Force Base der US Air Force, wo er am 1. Juli 1960 seine Beförderung zum Air Commodore erhielt. Im Juli 1961 wurde er Nachfolger von Air Commodore Norman Coslett als Kommandant der Schule für technische Ausbildung 1 (No. 1 School of Technical Training RAF) und verblieb in dieser Verwendung bis zu seiner Ablösung durch Air Commodore David Strong Ende 1963. Er selbst wurde daraufhin 1963 Direktor für Flugzeugentwicklung der RAF.
Zuletzt wurde Robinson am 18. Juni 1965 Nachfolger von Air Vice Marshal John Rotherham als Kommandeur (Air Officer Commanding) der No. 24 (Training) Group RAF und erhielt auf diesem Posten 14 Tage später am 1. Juli 1965 seine Beförderung zum Generalmajor (Air Vice Marshal). Am 25. August 1967 wurde er als Kommandeur durch Air Commodore John Hunter-Tod abgelöst und schied am 22. September 1967 aus dem aktiven Militärdienst aus. Am 1. Januar 1968 wurde er Companion des Order of the Bath (CB) und war auch Fellow der Royal Aeronautical Society (AFRAeS).